# Xavier Mombiela i Quintero
Xavier Mombiela i Quintero (Barri de la Florida de L'Hospitalet de Llobregat, Baix Llobregat, 1998) és un jurista català.
Llicenciat en Dret per la Universitat Pompeu Fabra (UPF), té un postgrau en Dret Local per la Universitat Autònoma de Barcelona (UAB), cursa un grau de Gestió i Administració Pública a la Universitat Oberta de Catalunya (UOC) i treballa com a jurista.
Xavier Mombiela és un militant d'Esquerra Republicana de Catalunya i de les Joventuts d'Esquerra Republicana des de l'any 2016. Forma part de la sectorial de Juristes i Càrrecs Electes del Jovent Republicà, i de la Coordinadora de Polítiques per a Persones LGTBI d'Esquerra Republicana. Ha estat secretari d'organització, i des del 2018 és Portaveu del Jovent Republicà. Mombiela va ser regidor d’ERC a l'Ajuntament de l'Hospitalet des del 2019 fins al 2023. Amb només vint-i-un anys, era el regidor més jove de l'ajuntament. L'any 2023 era el número 23 a les llistes d'ERC al congrés espanyol en nom de les joventuts del partit. ERC en va treure set i ell no va entrar. El 2024 era membre de l’executiva local d'ERC a l'Hospitalet, de la secretaria de Finances i de Política, encapçalada per Anna Simó.
El juliol del 2024 com a responsable de Compliment d'Esquerra Republicana de Catalunya, l’òrgan intern del partit que dirimeix la mala praxi interna, se li encarregà la presentació de l'informe per a saber qui va encarregar els cartells ofensius contra Ernest Maragall, que vinculaven els Maragall amb l'Alzheimer en plena campanya municipal.